# Crucifixión (Retablo de María de Aragón)
La crucifixión es un lienzo de Doménikos Theotocópuli, conocido como el Greco Generalmente se supone que formaba parte del Retablo de doña María de Aragón, pero no existe consenso al respecto. Varios autores —como Wethey o Gudiol— no creen que perteneciera a dicho conjunto..

## Introducción
Cabe distinguir entre la iconografía de Cristo en la Cruz —sólo con la figura de Jesús— y la de la Crucifixión, en la que también aparecen otras figuras, De esta última, el Greco realizó cuatro variantes distintas. El presente lienzo conforma la segunda de ellas, en la que están representados la Virgen María, Juan el Evangelista y María Magdalena, al pie de la Cruz, mientras tres ángeles recogen la sagrada sangre de Cristo.

## Historia
En 1596, el Greco se comprometió a realizar un retablo de la iglesia del Colegio de doña María de Aragón. El Greco recibió el encargo del Consejo de Castilla, después de la muerte de doña María. Existen documentos atestiguando que el conjunto debía realizarse en tres años, pero no existen referencias del número de cuadros que lo formaban, ni de su estructura, ni de las temáticas tratadas. Varios autores creen el presente lienzo formaba parte de dicho retablo —en el espacio central— pero Harold Wethey sostiene que fue realizado unos cinco años después de las pinturas que realmente conforman aquella obra.

## Análisis de la obra

### Datos técnicos y registrales
- Madrid, Museo del Prado, n º. de catálogo: P000823;[5]
- Pintura al óleo sobre lienzo;
- Dimensiones: 312 x 169 cm;
- Datación: 1600-1605, según Wethey (1597-1600, según el Museo);
- La firma —borrosa— se encuentra en la base de la Cruz, y es con letras griegas en cursiva: δομήνικος θεοτοκó... ε'ποíει;
- Consta con el n º. 75 en el catálogo razonado de Wethey.[6] con el 187 en el de Gudiol y con el 85 en el de Tiziana Frati.[7]

### Descripción de la obra
La escena está estructurada en base de dos triángulos en los que se insertan las figuras. Jesús en la cruz es el eje de simetría; a su derecha se encuentran la Virgen y a la izquierda san Juan Evangelista. María Magdalena y tres ángeles y completan la escena, recogiendo la sangre que emana de las heridas de Cristo.
El Greco se aparta drásticamente de sus anteriores representaciones de esta temática, que solían representar a Cristo todavía vivo, curvándose grácilmente, sin esfuerzo y sin exhibir sangre ni dolor. Por el contrario, en esta obra, el pintor adopta unos rasgos casi medievales, que no pueden explicarse sólo por las meditaciones de Alonso de Orozco, que nunca se refirió a María Magdalena, o a ángeles recogiendo la sangre de Jesús. Posiblemente, el Greco tuvo que ceñirse a las instrucciones del comitente de esta obra.
La composición presenta un gran estatismo, solamente perturbado por un ligero ritmo circular entre los ángeles y la Magdalena. Todos los elementos conducen a la figura de Jesús, que aparece violentamente iluminado y modelado, destacando ante la visión nocturna del monte Calvario. El ritmo ascensional de la obra —marcado por la Cruz y por las figuras de María y de san Juan— halla un contrapeso en los alargados brazos del crucificado.
Hay un gran equilibrio en la distribución del color: la Virgen viste de verde y rojo oscuro, san Juan en rojo claro y verde, la Magdalena de azul neutro, de amarillo verdoso el ángel al pie de la Cruz , y de rojo y amarillo los que recogen la sangre de Cristo, Esta combinación de colores enfatiza la incipiente lividez de Cristo, en el centro de estas figuras.

## Procedencia

### Según el museo del Prado
- Madrid, Colegio de la Encarnación (Colegio de doña María de Aragón) 1600-1813;
- Madrid, Iglesia de San Felipe el Real y Casa de la Inquisición, 1813-1835;
- Madrid, Real Academia de Bellas Artes de San Fernando, 1835-1838;
- Museo de la Trinidad, 1838-1872.

### Según Wethey
- Iglesia de San Ildefonso (Toledo);
- Museo de la Trinidad.[12]